# Psycho Bank
Psycho Bank (サイコバンク, Saiko Banku) est un manga de type seinen, en 4 volumes, écrit et dessiné par Naoki Serizawa, auteur notamment de Saru Lock et de La Main droite de Lucifer. Au Japon, il est édité par Kōdansha et prépublié dans le Monthly Young Magazine. En France, le manga est édité par Pika Édition depuis 2019.

## Synopsis
À la suite du suicide de son père dans d'étranges circonstances, Mirai Kuroda (黒田 未来), jeune lycéen intelligent et téméraire, hérite d'une carte et d'un compte liés à un mystérieux organisme : la « Psycho Bank ». Moyennant finance, il lui est alors permis de choisir un pouvoir parmi huit différents, dont celui de voyance, que Mirai compte bien utiliser afin de faire la lumière sur la mort de son père. Or, Mirai va, malgré lui, découvrir qu'il n'est pas le seul à détenir une « Psycho Card ».

## Manga
La série est prépubliée dans le magazine Monthly Young Magazine, de l'éditeur Kōdansha, de 2015 à 2018. Elle compte un total de 4 tomes publiés entre juillet 2016 et septembre 2018 au Japon.

### Liste des volumes
| no | Japonais         | Japonais          | Français        | Français      |
| no | Date de sortie   | ISBN              | Date de sortie  | ISBN          |
| -- | ---------------- | ----------------- | --------------- | ------------- |
| 1  | 6 juillet 2016   | 978-4-06-382821-4 | 17 avril 2019   | 9782811643324 |
| 2  | 6 avril 2017     | 978-4-06-382950-1 | 26 juin 2019    | 9782811648848 |
| 3  | 6 septembre 2018 | 978-4-06-512817-6 | 28 août 2019    | 9782811649692 |
| 4  | 6 septembre 2018 | 978-4-06-512818-3 | 16 octobre 2019 | 9782811649708 |